# Rebelde Way (série télévisée, 2008)
Cet article concerne la série télévisée portugaise. Pour la série télévisée argentin, voir Rebelde Way.
Pour les articles homonymes, voir Rebelde.
Rebelde Way est une telenovela portugaise diffusée en 2008 - 2009 par SIC.

## Distribution
- Joana Anes : Mia Rossi
- Nelson Antunes : Manuel Guerreiro
- Joana Alvarenga : Elisabete 'Lisa' Valentino Scott
- Tiago Barroso : Pedro Silva Lobo
- Ana Rita Tristão : Íris Fernandes
- Hélder Agapito : Guilherme Carlos 'Gui' Silva
- Maria Albergaria : Frederica 'Kika' Vasconcelos
- Marco Medeiros : Gabriel Pereira
- Joana Santos : Vitória 'Vicky' Passos
- Tiago Aldeia : Marco Aguiar
- Joana Cotrim : Elsa Lima
- Tomás Alves : Tomás Moreira
- Inês Aires Pereira : Paula Castelão
- João Godinho : Rodrigo Salavisa
- Raquel Strada : Sofia Bragança
- Francisco Froes : Álvaro Manso
- Diogo Martins : António 'Toni/Alergias' Marques
- Jani Zhao : Hoshi Kyoko
- Diogo Ferreira : Luís Miguel 'Gordo' Ferreira
- Ana Marta Ferreira : Milagros 'Mili' Perez

## Diffusion internationale
- SIC

## Versions
- Rebelde Way (2002)
- Rebelde (2004)
- Remix (2004)
- Corazón rebelde (2009)
- Rebelde (2011)